# Dejte Líze pokoj
Dejte Líze pokoj (v anglickém originále Make Room for Lisa) je 16. díl 10. řady (celkem 219.) amerického animovaného seriálu Simpsonovi. Scénář napsal Brian Scully a díl režíroval Matthew Nastuk. V USA měl premiéru dne 28. února 1999 na stanici Fox Broadcasting Company a v Česku byl poprvé vysílán 13. února 2001 na stanici ČT1.

## Děj
Homer se účastní soutěže v pití alkoholu sponzorované KBBL v irské hospodě P.J. O'Harrigan's a vyhrává trofej a titul „Sir Drinks-A-Lot“. Jakmile vystřízliví, Marge Homerovi připomene jeho slib, že bude jednu sobotu v měsíci trávit s dětmi. K Homerově nelibosti si Bart vymění s Lízou pořadí výběru tak, že dostane Lízin dezert, a Líza navrhne, aby rodina šla na putovní výstavu Smithsonova ústavu. Homer se pokusí Barta potrestat tím, že mu zakáže jakýkoli dezert, ale to se mu vymstí, když Bart dá svůj výběr Líze výměnou za její dezert znovu. Na výstavě, kterou sponzoruje společnost OmniTouch vyrábějící mobilní telefony, je klobouk Abrahama Lincolna, Fonzieho bunda, křeslo Archieho Bunkera a Listina práv, která je zničena, když ji Homer čte rukama, jež jsou zašpiněné od čokolády. Ve snaze olíznout ji, a tak ji očistit, slízne část ústavy, která zakazuje kruté a neobvyklé tresty. Homer není schopen zaplatit účet za opravu ve výši 10 000 dolarů, a tak mu Omnitouch na střechu domu nainstaluje mobilní vysílač, který mu má pomoci účet zaplatit, přičemž ovládací zařízení je v Lízině pokoji. Líza se nastěhuje k Bartovi, ale je zdrcená, když si Bart vymyslí svá vlastní pravidla a hluk ji rozptyluje od plnění domácích úkolů. Posléze je ještě více vystresovaná, když ji Homer nutí dívat se s ním na televizi, místo aby ji nechal soustředit se na domácí úkoly. 
Když Lízu začne bolet žaludek, navštíví doktora Dlahu, který jí navrhne, že by jí mohl předepsat „drsná antacida“, ale řekne, že bylinkový čaj by také mohl zabrat. Líza chce čaj, ale Homer se tomu vysmívá a požaduje antacida. Při odchodu z ordinace toho má Líza dost a vyjede na otce, že znevažuje všechno, v co ona věří. Když Líza vidí, jak Homera naštvala, řekne, že jsou prostě příliš rozdílní a nakonec se od sebe stejně vzdálí. Aby jí to Homer vynahradil, vezme ji do místního obchodu New Age, který Homera a Lízu seznámí s vodou naplněnými smyslovými deprivačními nádržemi, kde zažijí vlastní duchovní cestu. Líza na své cestě vidí sama sebe z pohledu různých postav svého života. Nakonec se vidí z pohledu Homera, kterému vynadá za chrápání během baletního představení. Líza si uvědomí, že navzdory své hulvátské povaze Homer Lízu miluje natolik, že ji bere na události a místa, která se mu osobně nelíbí, jen aby byla šťastná. Mezitím dvojice vymahačů začne vyklízet obchod, přestože nájemní smlouva ještě několik měsíců neskončila, a odveze si nádrž, ve které je Homer. Homerova „cesta“ se stane skutečnou, protože jeho nádrž vypadne ze zadní části dodávky. Flandersovi si ho spletou s rakví a pohřbí ho, jenže nádrž propadne půdou do potrubí, odkud je vyplavena na pláž. Náčelník Wiggum ji najde a vrátí ji do obchodu. Když Homer i Líza opustí své nádrže, Líza se rozhodne jít dělat něco, co oba baví – demoliční derby, i když Homer je jediným fanouškem. 
Mezitím Maggiina chůvička přijímá vysílání z mobilní věže. Místo aby to Marge nahlásila Omnitouchu, stane se posedlá odposloucháváním soukromých hovorů. Nakonec si Bart a Milhouse z Marge vystřelí, když ji přesvědčí, že se do domu pokouší vloupat uprchlý trestanec. Když Milhouse otevře vchodové dveře a snaží se Marge říct, že to byl jen žert, Marge rozbije Milhousovi o hlavu chůvičku a omráčí ho a Bart vytkne, že to byl spravedlivý trest za odposlouchávání, s čímž Marge neochotně souhlasí.

## Produkce
Díl napsal Brian Scully a byla to první celá epizoda Simpsonových, kterou režíroval Matthew Nastuk. Předtím si Nastuk připsal zásluhy za Šťastnou dobou hippies, pro kterou režíroval jednu scénu. Dejte Líze pokoj byl také druhou epizodou o Homerovi a Líze, kterou Scully pro seriál napsal, tou první byla Ztracená Líza z předchozí řady. Díl Dejte Líze pokoj byl poprvé odvysílán na stanici Fox ve Spojených státech 28. února 1999. Při psaní epizody se scenáristé Simpsonových dohadovali, co udělat s Lízou poté, co byl její pokoj přestavěn. Brian Scully nakonec navrhl, že by Líza a Bart museli sdílet společný pokoj, protože by to podle scenáristy Matta Selmana komentovalo pocit, když musí sdílet pokoj se sourozencem, a jak by to bylo „neuvěřitelně na houby“, scenáristé pak epizodu napsali podle tohoto bodu zápletky.
V začátku epizody se Homer účastní soutěže KBBL v pití a vyhrává ji. V další scéně je Homer viděn vypadlý z auta a probudí ho Marge. Scéna byla inspirována bratrem Mika Scullyho, který během rande viděl otce své partnerky „opilého a omdlelého“ na jejím trávníku ve stejné póze, jako je Homer v této scéně. Podzápletka epizody se točí kolem Marge, jež poslouchá telefonní hovory zachytáváním jejich frekvencí pomocí chůvičky. Dějová linie byla založena na bývalých showrunnerech seriálu Simpsonovi Billu Oakleym a Joshi Weinsteinovi, kteří také poslouchali telefonní hovory jiných lidí prostřednictvím signálů na rádiových vlnách. V jednom okamžiku epizody Marge vyslechne rozhovor mezi Vočkem Szyslakem a Lennym Leonardem. Původně měl být rozhovor veden mezi dvěma ženami, ale scenáristé usoudili, že by bylo „přílišné klišé“ ukazovat ženy, které spolu drbou. Když je Homer uvnitř izolační nádrže, začne se nudit a začne si zpívat „Witch Doctor“ od arménsko-amerického zpěváka Rosse Bagdasariana staršího alias Davida Sevilla. Podle Mikea Scullyho musel štáb Simpsonových zaplatit nahrávací společnosti této písně 100 000 dolarů za práva na použití melodie v epizodě. V dílu se objevuje „prototyp“ toho, co se později stalo opakující se postavou Lindsey Naegleové, kterou namluvila americká herečka Tress MacNeilleová.

## Témata a kulturní odkazy
V celém seriálu je vztah Homera a Lízy problematický, protože Homer se často snaží pochopit Lízu, která je v mnoha ohledech malá holčička, ale zároveň je chytřejší než on. Karma Waltonenová a Denise Du Vernayová analyzovaly díl Dejte Líze pokoj ve své knize The Simpsons in the classroom: Embiggening the Learning Experience with the Wisdom of Springfield. Napsaly, že v této epizodě je vztah Homera a Lízy vážně poškozen poté, co Homer dovolí, aby se Lízin pokoj proměnil v mobilní věž. Když oba vstoupí do smyslově deprivačních nádrží, Líza má několik halucinací, včetně jedné, v níž se stane Homerem. Tento zážitek Líze ukáže, jak se jeví z Homerova pohledu, a přiměje ji uvědomit si, že její chování k Homerovi je zraňující, protože se s ní často účastní činností, které ho nebaví. Epizoda končí tím, že Homer a Líza sledují demoliční derby, jež si Líza užívá, protože tráví čas s Homerem. Díl radí dětem, aby přijímaly své rodiče, kteří „dělají to nejlepší, [co] mohou“, aby je vychovali.
Americký sitcom All in the Family měl na Simpsonovy velký vliv, jak píše John Alberti ve své knize Leaving Springfield: The Simpsons and the possibility of oppositional culture. Uvedl, že vliv seriálu na Simpsonovy je „zcela otevřeně přiznán v samotném pořadu“, a jako příklad použil scénu v díle Dejte Líze pokoj. Scéna ukazuje Homera, Barta a Lízu na návštěvě Smithsonovy výstavy, kde se bundě, kterou nosí Fonzie, postava ze seriálu Happy Days ze 70. let, dostává větší pozornosti návštěvníků než Listině práv. Upoutá však pozornost Homera, který ji zvedne a čte si ji, zatímco sedí v křesle, které patří Archiemu Bunkerovi, postavě ze seriálu All in the Family. Homer je obtěžován dvěma strážci, kteří ho napadnou a podle Albertiho „používají jazyk, který jsme se naučili akceptovat od někdejšího majitele tohoto křesla – Bunkera“. Alberti zastává názor, že místo aby autoři seriálu popírali vliv seriálu All in the Family na Simpsonovy, „posměšně ho přijímají“ tím, že Homera vizuálně připodobňují k Bunkerovi, když sedí na židli. Alberti také poznamenal, že použití slova „pinko“, což je výraz používaný pro osobu, která je považována za sympatizující s komunismem, jedním z bezpečnostních důstojníků je „ironické“, protože ho použil Bunker, na jehož židli Homer sedí. Když si druhý policista stěžuje na občany, kteří se „schovávají za Listinu práv“, Homer se před policistovými údery zaštítí skutečným rukopisem, čímž policistův předchozí výrok doslovně zformuluje.
Na začátku epizody, když Homer zaslechne rozhlasové vysílání s vysvětlením, že se píše rok 1939, a dojde k mylné domněnce, že nějakým způsobem cestoval zpět v čase, hraje v rádiu píseň „Sing, Sing, Sing“ od Bennyho Goodmana. Když je Homer v izolační nádrži, zpívá si „Witch Doctor“. 

## Přijetí
V původním americkém vysílání 28. února 1999 získal díl podle agentury Nielsen Media Research rating 7,6, což znamená přibližně 7,6 milionu diváků. V týdnu od 22. do 28. února 1999 se epizoda umístila na 52. místě ve sledovanosti, když se vyrovnala nové epizodě dokumentárního a zpravodajského pořadu 48 hodin stanice CBS. 7. srpna 2007 byla epizoda vydána jako součást DVD boxu The Simpsons – The Complete Tenth Season. Na audiokomentáři k epizodě na DVD se podíleli Mike Scully, George Meyer, Ian Maxtone-Graham, Ron Hauge, Matt Selman a Mike B. Anderson.
Po vydání na domácím videu se epizoda dočkala smíšených hodnocení od kritiků. 
Warren Martyn a Adrian Wood, autoři knihy I Can't Believe It's a Bigger and Better Updated Unofficial Simpsons Guide, popsali epizodu jako díl, jenž má „dvě odlišné poloviny, i když ta druhá daleko převyšuje tu první“. Dodali, že Homerovo dobrodružství ve smyslové deprivační nádrži bylo „inspirativní“ svým „téměř keystonkopským humorem, když se dostane z bodu A do bodu B a tak dále, aby se nakonec vrátil do bodu A o nic moudřejší“. Svou recenzi uzavřeli označením epizody za „klasickou“.
Colin Jacobson z DVD Movie Guide hodnotil epizodu smíšeně a její hlavní zápletku popsal jako „pocitově trochu vyčpělou“. Měl pocit, že problematickému vztahu Homera a Lízy bylo věnováno již několik epizod a že tento díl „toto téma příliš nerozvíjí“. Nicméně dílčí zápletku dílu označil za „zajímavou“ a napsal: „Margina fascinace zachycenými mobilními hovory pobaví.“. Svou recenzi uzavřel tím, že díl označil za „docela průměrný“.
James Plath z DVD Town dal epizodě také smíšené hodnocení, když ji označil za „o. k.“ díl.